# Кемечеи, Имре
Имре Кемечеи (венг. Imre Kemecsey; 11 февраля 1941, Будапешт) — венгерский гребец-байдарочник, выступал за сборную Венгрии на всём протяжении 1960-х годов. Серебряный призёр летних Олимпийских игр в Риме, серебряный и бронзовый призёр чемпионатов мира, чемпион Европы, победитель многих регат национального и международного значения.

## Биография
Имре Кемечеи родился 11 февраля 1941 года в Будапеште. Активно заниматься греблей начал в возрасте шестнадцати лет, проходил подготовку в столичном спортивном клубе MTK.
Первого серьёзного успеха на взрослом международном уровне добился в 1960 году, когда попал в основной состав венгерской национальной сборной и благодаря череде удачных выступлений удостоился права защищать честь страны на летних Олимпийских играх в Риме. В программе эстафеты 4 × 500 м вместе с такими гребцами как Дьёрдь Месарош, Андраш Сенте и Имре Сёллёши завоевал серебряную олимпийскую медаль, уступив в финале только объединённой команде Германии.
В 1961 году Кемечеи побывал на чемпионате Европы в польской Познани, откуда привёз награды серебряного и бронзового достоинства, выигранные в зачёте эстафеты и среди четырёхместных байдарок на дистанции 1000 метров соответственно. Будучи одним из лидеров гребной команды Венгрии, благополучно прошёл квалификацию на Олимпийские игры 1964 года в Токио — на сей раз стартовал в четвёрках на тысяче метрах с теми же Дьёрдем Месарошем, Андрашом Сенте и Имре Сёллёши, но попасть в число призёров не сумел, в решающем заезде финишировал лишь четвёртым.
После токийской Олимпиады Имре Кемечеи остался в основном составе венгерской национальной сборной и продолжил принимать участие в крупнейших международных регатах. Так, в 1965 году он отправился представлять страну на чемпионате Европы в Бухаресте, где получил серебро в одиночках на тысяче метрах. Год спустя на мировом первенстве в Восточном Берлине дважды поднимался на пьедестал почёта, в том числе стал серебряным призёром в эстафетной гонке и бронзовым призёром в километровой гонке байдарочников-одиночников. Последний раз показал сколько-нибудь значимый результат на международной арене в сезоне 1967 года, когда на европейском первенстве в немецком Дуйсбурге одержал победу среди двухместных экипажей на дистанции 10000 метров. Вскоре по окончании этих соревнований принял решение завершить спортивную карьеру, уступив место в сборной молодым венгерским гребцам.